# LoDo
Pour les articles homonymes, voir Lodo.
LoDo (Lower Downtown) est la partie basse du cœur de la ville de Denver au Colorado, aux États-Unis. La zone, dont l'horizon est décoré des montagnes Rocheuses, se situe à l'endroit exact où s'est installée la première colonie qui forma ensuite l'importante cité de Denver. On y trouve des constructions historiques mais aussi des quartiers modernes ou rénovés et la vie nocturne y est très active.

## Géographie
Les limites de la zone de LoDo sont prises de deux façons différentes. La limite légale englobe le quartier historique et est délimitée par le boulevard Speer, la vingtième rue, la rue Larimer et la rue Wewatta.
La seconde limite est tracée en tenant compte de l'aspect social et économique de la zone. La limite représente plus la sphère d'influence du quartier. Cette zone comprend alors les quartiers du Auraria Campus, de Riverfront Park, de Central Platte Valley, de Prospect, d'Upper Larimer/River North, et de Ballpark. 
LoDo est proche du quartier des affaires de Denver et il est d'ailleurs difficile de déterminer la limite exacte entre les deux zones. LoDo se situe au niveau de la confluence entre les rivières de Cherry Creek et de South Platte.

## Histoire

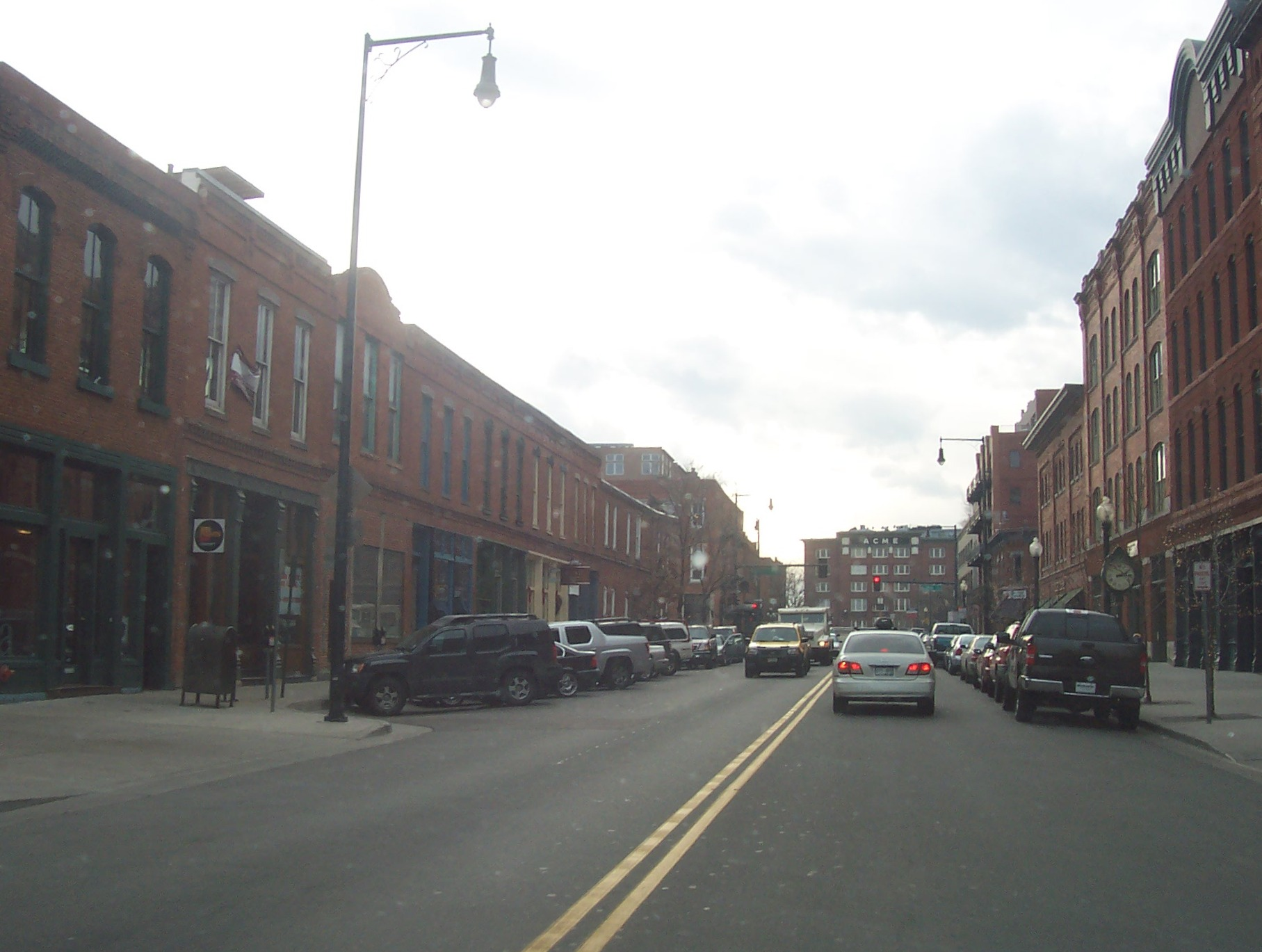
Wazee Street à LoDo.

Avant l'arrivée des Européens dans la zone, les Amérindiens et en particulier les Arapahoe, possédaient des campements au niveau de ce qu'est aujourd'hui LoDo. En 1858, après que de l'or fut découvert dans la rivière de South Platte, le général William Larimer fonda Denver en y construisant des cabanes en rondins de bois pour accueillir les chercheurs d'or et les habitants attirés dans la région. L'endroit est par conséquent le plus vieux quartier de la cité. Le quartier était animé à l'époque grâce à la présence de commerces et de saloons. Durant le Massacre de Sand Creek, LoDo accueillit une parade victorieuse qui mettait sur la place publique les têtes décapitées des indiens Arapahoe.
Les dirigeants de la ville réalisèrent que la ville aurait besoin d'un chemin de fer pour continuer son développement. La gare de l'Union fut alors construite à LoDo et devint rapidement la porte d'entrée principale de la ville. Le quartier se développa autour de cette gare mais souffrit plus tard de la création de nombreuses voies de communication et d'un aéroport en dehors de la ville. Une partie du quartier manqua d'être rasée pour la construction d'une autoroute. Environ 20 % des bâtiments furent détruits dans les années 1960 et 1970.
Grâce à son importance historique et architecturale, une partie de la zone a été classée en mars 1988 en vue de sa protection. Le quartier a alors connu une période de revitalisation et de rénovation. Il est ainsi devenu un centre d'attraction pour la ville. Ainsi, en 1995, le quartier a été équipé du stade sportif Coors Field ce qui entraîna l'apparition de discothèques, de restaurants, de magasins, de bars et de commerces. En 2000, le stade Pepsi Center est venu le rejoindre rendant le quartier très attractif pour les amoureux du sport. Des projets résidentiels furent achevés et des anciens entrepôts se sont transformés en lofts rénovés.

## Divers

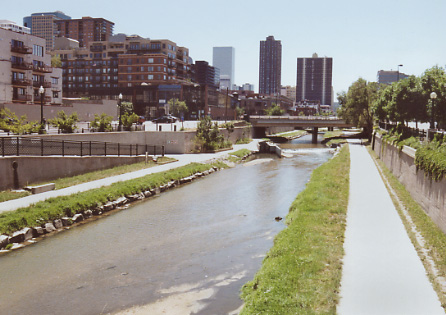
Cherry creek à la limite de LoDo.

Le quartier est classé en zone bâtissable de type B-7 ce qui signifie que la hauteur des bâtiments est strictement réglementée et limitée. L'architecture des nouvelles constructions est également soumise à contrôle pour que celles-ci s'intègrent dans l'existant et gardent en état le caractère historique du lieu.
Durant l'été 2006, LoDo accueillit l'émission de télé-réalité de la chaîne MTV The Real World saison 18: The Real World: Denver.

### Wynkoop Brewing Company

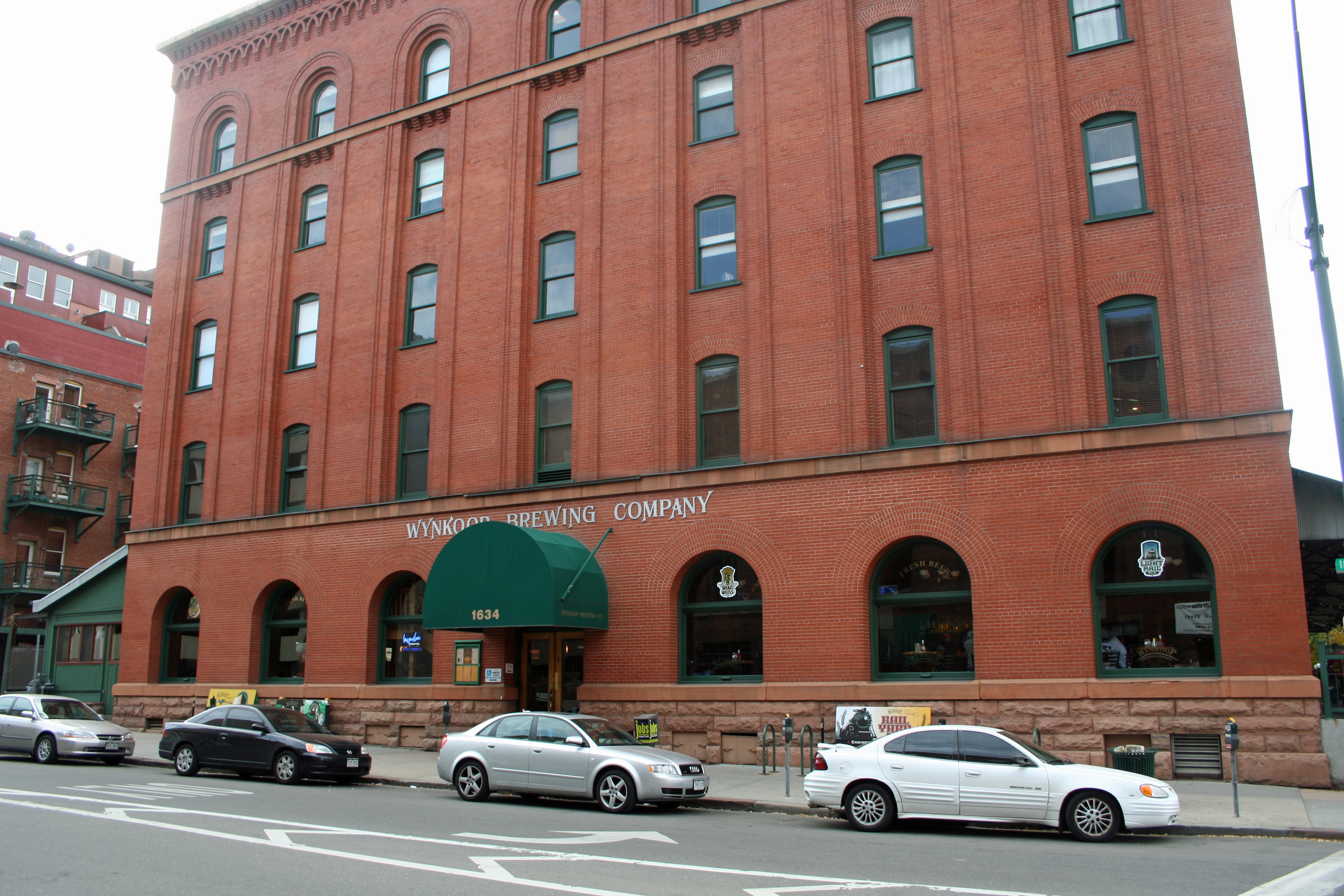
La Wynkoop Brewing Company.

La Wynkoop Brewing Company, une brasserie artisanale fondée en 1988 par le 42e gouverneur du Colorado, John Hickenlooper parraine annuellement le concours « Buveur de bière de l'année ». Il se situe à l'angle de la 18th Street et sa rue éponyme[réf. nécessaire] Wynkoop Street, nommée d'après Edward W. Wynkoop (l'un des fondateurs de la ville) et se prononce wine-koop (/waɪnkuːp/), la brasserie elle-même ayant opté pour une prononciation alternative : wyn-koop (/wɪnkuːp/)... wine signifiant vin, par opposition à la bière,.

## Attractions
- Coors Field
- Pepsi Center
- gare de l'Union de Denver
- Museum of Contemporary Art (en)
- Children's Museum of Denver
- Elitch Gardens Amusement Park
- Wynkoop Brewing Company